# Cooper Raiff

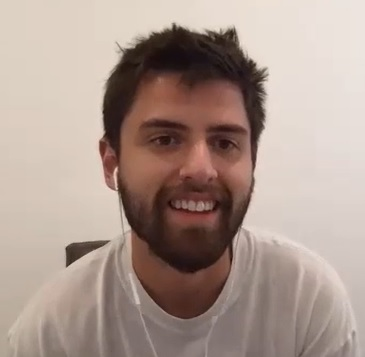
Cooper Raiff (2020)

Cooper Raiff (* 1996 oder 1997) ist ein US-amerikanischer Schauspieler, Filmregisseur, Drehbuchautor und Filmproduzent. Internationale Bekanntheit brachten ihm seine Spielfilme Shithouse (2020) und Cha Cha Real Smooth (2022) ein.

## Leben und Karriere
Cooper Raiff stammt aus Dallas, Texas, wo er auch aufwuchs und die Greenhill School in Addison besuchte. Nach einigen Auftritten als Schauspieler, zog er nach Los Angeles, um am dortigen Occidental College zu studieren.
Im Jahr 2018 inszenierte Raiff mit einer von der Universität geliehenen Ausrüstung den 56-minütigen Amateur-Spielfilm Madeline & Cooper. Neben Regie, Drehbuch und Schnitt übernahm er gemeinsam mit seiner Freundin auch die Titelrollen. Das Werk über die alltäglichen Missgeschicke eines neuen College-Studenten lud er beim Videoportal YouTube hoch und bewarb es auf dem Kurznachrichtendienst Twitter. Als Fan der tragikomischen Serie Togetherness (2015–2016) markierte Raiff in seinem Tweet deren Mitschöpfer Jay Duplass und forderte ihn auf, sich sein Studentenprojekt anzusehen. Zuvor hatten seine Eltern als Kritiker Madeline & Cooper zerrissen. Duplass lobte das Werk rückblickend für seine „emotionale Reife“ und ermutigte Raiff dazu, einen Langfilm aus der Geschichte zu machen. Die folgenden neun Monate trafen sich beide regelmäßig, um das Drehbuch zu überarbeiten. Duplass beriet Raiff auch über das Thema unabhängige und budgetorientierte Filmproduktion.
Als das Projekt an Gestalt annahm und Anfragen bei einem Dutzend Filmregisseuren ausblieben, schmiss Raiff 2019 sein College-Studium. Fortan arbeitete er als Essenslieferant für Uber und lieh sich von seiner Familie und Freunden 15.000 US-Dollar, um den Film realisieren zu können. Im Jahr 2020 wurde schließlich sein zweiter Spielfilm Shithouse veröffentlicht, an dem er erneut neben Regie, Drehbuch und Schnitt auch die Hauptrolle neben Dylan Gelula bekleidete. Das Werk gewann u. a. die Hauptpreise des SXSW Film Festivals und Florida Film Festivals und fand Lob seitens der Fachkritik.
Im Jahr 2022 folgte Raiffs dritter Spielfilm Cha Cha Real Smooth, bei dem er seiner bisherigen Arbeitsweise treu blieb. Er fungierte als Regisseur, Drehbuchautor und Hauptdarsteller und wirkte außerdem als Produzent mit. Das Beziehungsdrama mit Dakota Johnson in der weiblichen Hauptrolle gewann im Jahr seiner Veröffentlichung den Publikumspreis des Sundance Film Festivals und nachfolgend sicherte sich Apple TV+ die Verwertungsrechte für 15 Mio. US-Dollar. Raiff wurde daraufhin mit so bekannten Nachwuchsregisseuren wie Maggie Gyllenhaal vom amerikanischen Branchendienst Variety unter seine „10 Directors to Watch“ gewählt.

## Filmografie

### Schauspieler
- 2010: Domum (Kurzfilm)
- 2018: Madeline & Cooper
- 2019: God (Kurzfilm)
- 2020: Shithouse
- 2022: Cha Cha Real Smooth

### Regie und Drehbuch
- 2018: Madeline & Cooper
- 2020: Shithouse (auch Produzent)
- 2022: Cha Cha Real Smooth (auch Produzent)

## Auszeichnungen
- 2020: South by Southwest Filmfestival – Bester Spielfilm (Shithouse)
- 2020: Florida Film Festival – Bester Spielfilm (Shithouse)
- 2022: Palm Springs International Film Festival – „Directors to Watch“ (Cha Cha Real Smooth)
- 2022: Nantucket Film Festival – New Voices in Screenwriting Award (Cha Cha Real Smooth)[5]